# Fernán Caballero (Ciudad Real)
Fernán Caballero es un municipio español de la provincia de Ciudad Real, en la comunidad autónoma de Castilla-La Mancha. Tiene una superficie de 103,96 km² con una población de 965 habitantes (INE 2019) y una densidad de 6,23 hab/km².

## Toponimia
El nombre de este pueblo se atribuye al reconquistador y primer señor del lugar, cuya versión se escribía a principios del siglo XIV como Ferrant Cavallero.

## Geografía
El término municipal se encuentra en una zona de contrastes paisajísticos, pues confluyen los límites occidentales de La Mancha con las elevaciones surorientales de Los Montes de Toledo, que dan paso al histórico Campo de Calatrava, que ocupa el centro de la provincia. Se sitúa a 18 kilómetros de la capital provincial y se alza a 614 metros sobre el nivel del mar, aunque en su territorio se levantan pequeñas sierras (sierra del Perro, sierra de Casalobos) que alcanzan casi los 900 metros de altitud. Forma parte de la comarca administrativa del Campo de Calatrava. Está atravesado por la N-401 entre los pK 169 y 175. 
Por la zona montañosa se embalsan las aguas del río Becea (embalse de Gasset), que desemboca poco después en el río Bañuelos poco antes de su término en el embalse de El Vicario, almacenamiento artificial de las aguas del río Guadiana, que forma una pequeña parte del límite suroriental del término municipal. 
| Noroeste: Malagón                      | Norte: Malagón             | Noreste: Malagón                                  |
| Oeste: Piedrabuena                     |                            | Este: Torralba de Calatrava, Carrión de Calatrava |
| Suroeste: Picón, Miguelturra (exclave) | Sur: Miguelturra (exclave) | Sureste: Carrión de Calatrava                     |

## Historia
No se tiene constancia de ningún dato histórico de la población hasta la Reconquista en el siglo XII, que es cuando se supone la existencia de un núcleo que fue el que dio nombre al pueblo. Entonces Fernán Caballero quedó conformado como una aldea protegida por el Castillo de Malagón. Posteriormente se separó quedando vinculada a la Orden de Calatrava. Alcanzó la categoría de villa en 1482. 
La Orden de Calatrava se encargó de la Reconquista y posterior repoblación de gran parte del territorio perteneciente a la provincia de Ciudad Real. Tenían su centro en el castillo de Calatrava la Vieja situado en el término actual de Carrión de Calatrava. El pueblo de Fernán Caballero tenía una posición privilegiada ya que pasaba por el pueblo el camino Real que unía Toledo con Córdoba.

### Edad Contemporánea
En 1826 se informa que esta villa, situada en el Camino de Madrid a Ciudad Real, tenía jurisdicción preventiva con los dos alcaldes ordinarios de Fuente el Fresno y Malagón, contando en estas fechas con 166 vecinos y 599 habitantes, parroquia y pósito.  
En 1837, durante el transcurso de la primera guerra carlista, las casas consistoriales y la iglesia de Nuestra Señora de Gracia fueron incendiadas. 
En 1879 se abrió al tráfico la línea Madrid-Ciudad Real, que permitió la conexión de la comarca con el resto de la red ferroviaria española. El municipio contaba con una estación de ferrocarril propia, que disponía de un edificio de pasajeros e instalaciones para mercancías. La línea se mantuvo en servicio hasta su clausura en 1988.
Durante el transcurso de la Guerra Civil hubo matanzas y altercados. El 24 de julio de 1936 en la estación de Fernán Caballero catorce religiosos claretianos procedentes de Ciudad Real fueron arrojados al andén y tiroteados públicamente hasta su muerte. Se llamaban: Tomás Cordero, Claudio López, Ángel López, Primitivo Berrocoso, Antonio Lasa, Vicente Robles, Melecio Pardo, Antonio María Orrego, Otilio del Amo, Cándido Catalán, Ángel Pérez, Abelardo García, Gabriel Barriopedro y Jesús Aníbal Gómez, este último de nacionalidad colombiana. A ellos hay que añadir el Hermano Felipe González, que fue muerto también en Fernán Caballero, en la puerta del cementerio, el 2 de octubre de 1936. A este trágico acontecimiento se le conoce como: Los mártires de Sigüenza y Fernán Caballero.

## Demografía
Fernán Caballero cuenta con una población de 965 habitantes (INE 2024).
| Gráfica de evolución demográfica de Fernán Caballero entre 1842 y 2021 |
| |
| Población de derecho según los censos de población del INE Población de hecho según los censos de población del INEEn estos censos se denominaba Fernancaballero: 1842, 1857, 1860, 1877, 1887, 1897, 1900, 1910, 1920, 1930, 1940, 1950, 1960, 1970, 1981 y 1991 |

## Fiestas
Tiene dos santos patronos: San Sebastián celebrado el 20 de enero con una procesión al santo acompañado de fuegos artificiales ofrecidos en su honor y San Agustín, celebrando las fiestas patronales del 26 al 31 de agosto con las siguientes actividades.
- El día 26 de agosto se celebra el tradicional concurso de limoná, bebida a base de vino blanco, gaseosa y trozos de fruta.
- El día 27 de agosto, comienzan las ferias y fiestas patronales de San Agustín, por la mañana los juegos infantiles y concursos. Entre ellos el tradicional "rompepucheros", unas vasijas pequeñas que hay que romper con los ojos tapados y tienen sorpresas dentro. Como la tradicional piñata en muchos lugares de España. Por la tarde el popular desfile de gigantes y cabezudos, pregón de las fiestas con la coronación de reinas y damas. A las 24 horas son los toros de pólvora, unos carretones en forma de toro que se lleva a hombros para el disfrute de la gente, mientras suelta fuegos y pólvora.
- El día 28 es la procesión de San Agustín, que termina con un gran quema de castillos de fuegos artificiales ofrecidos en su honor por las gentes del pueblo.
- El 29 de agosto es el tradicional concurso de caldereta y a partir de las 19:00 horas suelta de vaquillas.
- El 30 de agosto a las 19:00 horas se celebra el tradicional encierro al estilo fernanduco de toros bravos declarado bien de interés turístico regional el 24 de agosto de 2012. Antes por la mañana tiene previamente el encierro infantil celebrado por primera vez en 2011, con unos carretones de materiales reciclables sobre una rueda de bicicleta.
- El día 31 acaban las fiestas con la Infraoctava de San Agustín en la que al término de la procesión se queman nuevamente fuegos artificiales ofrecidos en su honor y la gran traca final. Algunos fernanducos imitando a los pamploneses entonamos el: Pobre de mi, pobre de mi. ya se acaban las fiestas de San Agustín.

## Patrimonio
- Iglesia parroquial de Nuestra Señora de Gracia. Iglesia construida en el siglo XVI. Consta de una sola nave, dotada con contrafuertes, cubierta con tejado a dos aguas y torre adosada de tres cuerpos, culminada con un campanario y reloj modernistas.[8]
- Casa de Campo. Restos de una antigua casa de labor, cercanos al sur del casco urbano, buen ejemplo de esta tipología arquitectónica en la arquitectura popular de la provincia. La construcción, de gran superficie, contaba con diversos espacios para la explotación ganadera y agrícola, con zonas de vivienda, patio, cuadras, esquileo y palomares.[9]